# 724년

## 연호
- 당(唐) 개원(開元) 12년
- 발해(渤海) 인안(仁安) 6년
- 일본(日本) 요로(養老) 8년 / 진키(神亀) 원년

## 기년
- 당(唐) 현종(玄宗) 13년
- 신라(新羅) 성덕왕(聖德王) 23년
- 발해(渤海) 무왕(武王) 6년